# Niklot av obotriterna
Niklot, även Nikolaus, stupade augusti 1160 vid Werle, var furste över obotriterna 1129 och 1131-1160. Han var furste över Schwerin, Quetzin samt Malchow och blev stamfar till de senare furstarna och hertigarna av Mecklenburg och den mecklenburgska ätten.

## Biografi
Hedningen Niklot härstammade från obotritisk (abodritisk) adel. Han var furste av obotriterna redan 1129 då den tyske kung Lothar III - mot en stor summa pengar - förlänade den 1127 döde obotritiske furst Henriks rike åt danske hertig Knut Lavard. Niklot bjöd motstånd men besegrades och hamnade i Knuts händer.
Först efter mordet på Knut Lavard 1131 kunde Niklot återvinna herraväldet över obotriter, kessiner och circipaner. Han härskade över de mecklenburgska områdena ända till Peene. Pribislav, en brorson till den 1127 döde furst Henrik, styrde därjämte över Wagrien och Polabien.
Niklots herravälde säkrades genom ett förbund med den schauenburgske greven Adolf II av Holstein. Detta förbund upphörde dock i och med det så kallade vendiska korståget 1147, inkallat av påve Eugenius III med syfte att omvända de otrogna i norr. Efter en framgångsrik framstöt i juni 1147 mot Lübeck och Wagrien tvingades Niklots stridskrafter på återtåg av den starka sachsisk-danska korsfararhären, och de retirerade till borgen Dobin vid Schweriner See. Här bet sig Niklot fast, angriparna lyckades aldrig erövra fästet, och mot löfte om att anamma den kristna tron drog sig korsfararna tillbaka. Vissa av Niklots följeslagare lät döpa sig, men konverteringen var symbolisk och saknade praktisk betydelse. Niklot lyckades bevara sin självständighet i ytterligare ett årtionde framöver. Förbundet med greve Adolf II av Holstein förnyades, och 1151 erhöll Niklot holsteinsk hjälp vid kuvandet av en kessinsk och circipansk revolt i östra Mecklenburg.
Trots den sachsiske hertig Henrik Lejonets påtryckningar var och förblev Niklot hedning. 1156 avböjde han offentligt anammandet av den kristna tron å sin egen och sitt folks vägnar. Vidare försökte hertigen utnyttja Niklot som ett verktyg för sin egen politik under de feodala maktkamperna i Danmark, men Niklot följde egna mål med sina flottangrepp på danska områden.
Sommaren 1158 företog Henrik Lejonet en första militär framstöt mot slavernas land då grevskapet Ratzeburg gick i fält mot obotriterna. Det var troligen under detta korta krig som Niklot tillfångatogs (såvida tillfångatagandet inte skedde under kriget 1160) och tillbringade en tid i fångenskap i Lüneburg.
Före sitt uppbrott till Italien bemödade sig Henrik Lejonet om att säkra freden i gränsområdena. Han kallade till sig Niklot och de andra slaviska furstarna och förmådde dem vid ed förpliktiga sig att hålla fred med sachsare och danskar intill sin återkomst. Vidare skulle slavernas skepp i Lübeck lämnas över till hertigens män. Även greve Adolf rådde Niklot att inte företa några fientligheter. Dessa förmananden var utan framgång då obotriterna endast överlämnade gamla och obrukbara skepp och efter hertigens avtåg omedelbart återupptog sina angrepp på danska kuster. Biskop Gerold lyckades endast med stor möda medla fram ett vapenstillestånd och förhindra danske kungens framstöt mot Wagrien.
Då Henrik Lejonet återkom till Sachsen höll han i början av augusti 1160 i Barförde an der Elbe nordost om Lüneburg en landsdag. På det närliggande Ertheneburg träffade hertigen den danske kung Valdemar den store, vilken beklagade sig över slavernas löftesbrott. Hertigen och kungen slöt så ett förbund. Ett krigståg förbereddes.
Niklot sökte, liksom under det vendiska korståget 1147, förekomma fienden genom ett anfall på Lübeck. En vaksam präst slog dock larm, bron över Wakenitz spärrades, och därmed förhindrades en överrumpling av staden. Strax efter trängde Henrik Lejonet med en stor här in i obotriternas land, och samtidigt landsteg en dansk flotta vid ön Poel, under ledning av Valdemar den store och biskop Absalon. Danskarna härjade det mecklenburgska kustområdet. Mot denna övermakt stod sig Niklot slätt och retirerade. Under återtåget satte han borgen Ilow vid Wismar i brand, och därefter Mecklenburg och Dobin. Niklot bet sig fast i fästet Werle och fortsatte härifrån sitt krig mot den långsamt framryckande sachsiska hären. 
Då Niklots söner Pribislav och Vartislav led nederlag i närheten av Mecklenburg företog Niklot personligen en framstöt. Han ämnade locka hertigens trossknektar i ett bakhåll. Niklot överlistades då av sachsiska riddare vilka förklätt sig till knektar. I striden stupade så gamle furst Niklot en sen augustidag 1160. Sachsarna tog hans huvud som krigsbyte. Det resterande motståndet i landet bröts snart ned. Sönerna Pribislav och Vartislav satte borgen Werle i brand och drog sig tillbaka i landets inre delar. Senare samma år slöt de fred med hertig Henrik Lejonet och avträdde till denne hela det av honom erövrade landet. Hertigen förlänade dem dock områdena Kessin och Circipanien med borgen Werle.
Furst Niklot var den siste representanten av betydelse för den obotritiska oavhängigheten. Han försökte upprätthålla obotriternas politiska självständighet öster om lybeckska bukten och höll fast vid den gamla tron. Sonen Pribislav återfick 1167 sin fars arv i förläning av Henrik Lejonet.

## Äktenskap och barn
Niklots maka är okänd, men han fick följande barn:
1. Pribislav I av Mecklenburg (död 1178), furste av Mecklenburg
2. Vartislav (hängdes i Malchow 1164), obotritisk furste
3. Prislav av Lolland (död 1172/1175), herre av Lolland